# Robert Kagan
Robert Kagan (n. 26 septembrie 1958, Atena, Regatul Greciei) este un scriitor și specialist neoconservator american, critic al politicii externe a SUA și un susținător al politicilor externe liberale. Este un co-fondator al Project for the New American Century și colaborator la Brookings Institution. Kagan a fost consilier în politica externă pentru candidații la președinția SUA din partea Partidului Republican, precum și pentru administrațiile democratice prin intermediul Foreign Affairs Policy Board. Scrie un articol pe luna despre political externă pentru ziarul The Washington Post. În timpul campaniei pentru alegerile prezidențiale din SUA din 2016, Kagan a părăsit Partidul Republican din cauza nominalizării lui Donald Trump și a susținut candidatul democrat, Hillary Clinton, pentru președinție.

## Viața personală și educația
Robert Kagan s-a născut la Atena, Grecia. Tatăl său, istoricul Donald Kagan, profesor emerit de istorie clasică la Universitatea Yale și specialist în istoria Războiului Peloponesiac, era de origine evreiască lituaniană. Fratele său, Frederick, este un istoric militar și autor. Kagan are o diplomă în istorie (1980) de la Yale, unde în 1979 a fost redactor-șef al Yale Political Monthly, o publicație la care i se atribuie relansarea. Mai târziu, a obținut un master în politici publice de la Kennedy School of Government⁠(d) din Harvard și un doctorat în istorie americană de la Universitatea Americană din Washington, D.C.
Kagan este căsătorit cu diplomata americană Victoria Nuland, care a servit anterior drept consilier în domeniul politicii externe pentru vicepreședintele Dick Cheney și secretar adjunct de stat pentru afaceri europene și euroasiatice în administrația Barack Obama. Nuland este acum subsecretar de stat pentru afaceri politice, un post pe care îl deține din aprilie 2021. Nuland deține rangul de ambasador de carieră, cel mai înalt rang diplomatic din corpul diplomatic american. Ea este recunoscută pentru criticile sale la adresa politicilor ruse.

## Critici la adresa lui Donald Trump
În februarie 2016, Kagan și-a dat demisia din partidul Republican (referindu-se la el însuși ca fiind un "fost republican") și a făcut campanie pentru ca democrata Hillary Clinton să fie aleasă președinte. Kagan a susținut că "obstrucționismul sălbatic" al Partidului Republican și insistența că "guvernul, instituțiile, tradițiile politice, conducerea partidului și chiar partidele însele" sunt lucruri care trebuiau "răsturnate, evitate, ignorate, insultate, ridiculizate" au stabilit cadrul pentru ridicarea lui Donald Trump. Kagan l-a numit pe Trump un "monstru Frankenstein" și l-a comparat și cu Napoleon. În mai 2016, Kagan a scris un articol de opinie în The Washington Post referitor la campania lui Trump intitulat "Așa vine fascismul în America". Kagan a spus că "tot personalul de politică externă Republican este anti-Trump". În septembrie 2021, Kagan a scris un eseu de opinie publicat în The Washington Post cu titlul "Criza noastră constituțională este deja aici".